# Munich (film)
Munich is een Amerikaanse film uit 2005 over de vergelding van het gijzelingsdrama tijdens de Olympische Zomerspelen van 1972 in München, dat de boeken inging als het bloedbad van München. De film werd geregisseerd door Steven Spielberg en kwam in januari 2006 in Nederland en België uit.
Munich werd genomineerd voor onder meer de Academy Awards voor beste film, beste script, beste regie, beste montage en beste filmmuziek (van John Williams).

## Verhaal
De film gaat over de gijzeling van Israëlische sportlieden tijdens de Olympische Spelen van 1972 in München, en met name het vervolg daarop. Bij de gijzeling komen 11 joods-Israëlische sporters om het leven. Als wraak op de gebeurtenissen besluit de Israëlische regering de verantwoordelijken (en de vermeende) om het leven te brengen.
De vergelding gebeurt via een geheime missie (Operatie Toorn van God). Een groep agenten van de Mossad gaat onder leiding van Avner (Eric Bana) een lijst met elf personen af, die elk opgespoord en geliquideerd worden. Later in het verhaal wordt het groepje geheim agenten zelf opgejaagd en komen enkelen van hen zelf om bij aanslagen en liquidaties. Het onderliggende verhaal van de film gaat over de zinloosheid van de geweldsspiraal en de twijfel die van hoofdrolspeler Avner een heel ander persoon maakt. Na zeven succesvolle liquidaties stopt Avner ermee en eindigt het verhaal, met als achtergrond de Twin Towers.
De film is gebaseerd op het boek Vengeance: The True Story of an Israeli Counter-Terrorist Team van de Canadese journalist George Jonas.

## Rolverdeling
- Eric Bana - Avner Kaufman
- Daniel Craig - Steve
- Ciarán Hinds - Carl
- Mathieu Kassovitz - Robert
- Hanns Zischler - Hans
- Geoffrey Rush - Ephraim
- Michael Lonsdale - Papa
- Ayelet Zurer - Avners vrouw
- Marie-Josée Croze -  Jeanette
- Moritz Bleibtreu - Andreas
- Igal Naor - Mahmoud Hamchari
- Hiam Abbass - Marie Claude Hamchari, de vrouw van Mahmoud